# Haloterrigena
A Haloterrigena a Halobacteriaceae családba tartozó Archaea nem. Az archeák – ősbaktériumok – egysejtű, sejtmag nélküli prokarióta szervezetek.

### Tudományos folyóiratok
- Tindall, BJ (2003). „Taxonomic problems arising in the genera Haloterrigena and Natrinema”. Int. J. Syst. Evol. Microbiol. 53 (Pt 5), 1697–1698. Published online 28 February 2003. o. DOI:10.1099/ijs.0.02529-0. PMID 13130070.
- Oren A, Ventosa A (2000). „International Committee on Systematic Bacteriology Subcommittee on the taxonomy of Halobacteriaceae. Minutes of the meetings, 16 August 1999, Sydney, Australia”. Int. J. Syst. Evol. Microbiol. 50, 1405–1407. o. PMID 10843089.
- Ventosa A, Gutierrez MC, Kamekura M, Dyall-Smith ML (1999). „Proposal to transfer Halococcus turkmenicus, Halobacterium trapanicum JCM 9743 and strain GSL-11 to Haloterrigena turkmenica gen. nov., comb. nov”. Int. J. Syst. Bacteriol. 49, 131–136. o. DOI:10.1099/00207713-49-1-131. PMID 10028254.

### Tudományos könyvek
- Gibbons, NE.szerk.: RE Buchanan and NE Gibbons, eds.: Family V. Halobacteriaceae fam. nov., Bergey's Manual of Determinative Bacteriology, 8th, Baltimore: The Williams & Wilkins Co. (1974. március 20.)

### Tudományos adatbázisok
- Haloterrigena PubMed hivatkozásai
- Haloterrigena PubMed Central hivatkozásai
- Haloterrigena Google Scholar hivatkozásai